# نسبت فرمان (خودرو)
نسبت فرمان به نسبت چرخش فرمان (بر حسب درجه) یا دسته فرمان و چرخش چرخ‌ها (بر حسب درجه) اشاره دارد.
نسبت فرمان، نسبت تعداد درجات چرخش فرمان به تعداد درجاتی است که چرخ (های) خودرو در نتیجهٔ آن می‌چرخند. در موتورسیکلت‌ها، سه چرخه‌های دلتا و دوچرخه‌ها، نسبت فرمان همیشه ۱:۱ است، زیرا فرمان به چرخ جلو ثابت می‌شود. نسبت فرمان x:y به این معنی است که چرخش فرمان x درجه باعث می‌شود که چرخ(ها)، به اندازهٔ درجه y بچرخند. در اکثر خودروهای سواری این نسبت بین ۱۲:۱ و ۲۰:۱ است. به عنوان مثال، اگر یک چرخش کامل فرمان، ۳۶۰ درجه، باعث شود چرخ داخلی و خارجی به ترتیب ۳۰ و ۴۵ درجه بچرخد، این نسبت ۳۶۰:۷۵ = ۴٫۸:۱ ~ ۵:۱ است.
نسبت فرمان بالاتر به این معنی است که فرمان بیشتر می‌چرخد تا چرخ‌ها بچرخند، اما چرخاندن فرمان آسان‌تر خواهد بود. نسبت فرمان کمتر به این معنی است که فرمان کمتر می‌چرخد تا چرخ‌ها بچرخند، اما چرخاندن فرمان سخت‌تر خواهد بود. وسایل نقلیه بزرگتر و سنگین تر اغلب دارای نسبت فرمان بالاتری هستند که چرخش فرمان را آسان‌تر می‌کند. اگر نسبت فرمان کامیونی پایین باشد، چرخاندن فرمان بسیار سخت خواهد بود. در خودروهای معمولی و سبک‌تر، چرخ‌ها راحت‌تر می‌چرخند، بنابراین لزومی ندارد نسبت فرمان زیاد باشد. در اتومبیل‌های مسابقه ای این نسبت معمولاً بسیار پایین است، زیرا این وسایل نقلیه باید خیلی سریعتر از اتومبیل‌های معمولی به ورودی فرمان پاسخ دهند؛ بنابراین چرخاندن فرمان سخت‌تر است.

## فرمان با نسبت متغیر
فرمان با نسبت متغیر سیستمی است که از نسبت‌های مختلف روی قفسه در سیستم فرمان رک و پینیون استفاده می‌کند. در مرکز قفسه، فضای بین دندان‌ها کوچک‌تر شده و با حرکت پینیون به سمت پایین قفسه، فضا بزرگ‌تر می‌شود. در وسط قفسه نسبت بالاتری وجود دارد و با چرخاندن فرمان به سمت قفل این نسبت کمتر می‌شود. این امر باعث می‌شود که هنگام نزدیک شدن فرمان به موقعیت مرکزی خود حساسیت کمتری داشته باشد و باعث می‌شود راننده در سرعت‌های بالا بیش از حد فرمان را سخت کند. با چرخاندن فرمان به سمت قفل، چرخ‌ها شروع به واکنش بیشتر به ورودی فرمان می‌کنند.

## سرعت دهنده فرمان
یک تسریع کننده فرمان برای اصلاح نسبت فرمان سیستم فرمان نصب شده در کارخانه استفاده می‌شود که به نوبه خود زمان پاسخ و هندلینگ کلی خودرو را تغییر می‌دهد. هنگامی که یک سرعت دهنده فرمان در یک خودرو استفاده می‌شود، راننده خودرو می‌تواند فرمان را در مقایسه با سیستم فرمان کارخانه‌ایِ بدون سرعت دهنده فرمان، درجه کمتری بچرخاند تا خودرو را در همان فاصله بچرخاند. از سوی دیگر، تقلای فرمان مورد نیاز به شدت افزایش خواهد یافت.